# Wilhelm Leichum

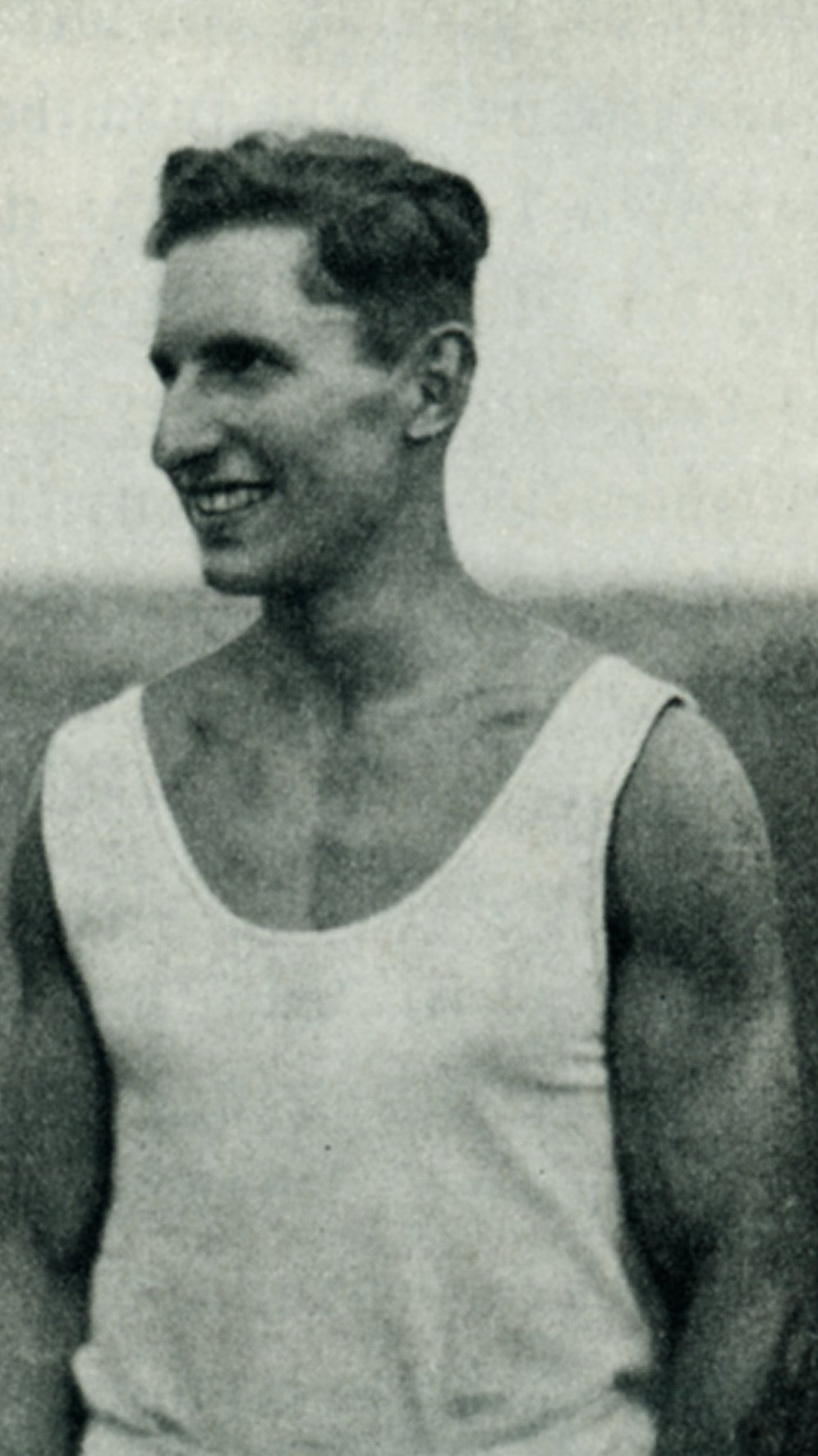
Wilhelm Leichum

Wilhelm Leichum (* 12. Mai 1911 in Neu-Isenburg; † 19. Juli 1941 bei Gorki, Sowjetunion) war ein deutscher Leichtathlet, der in den 1930er Jahren zweimal Europameister im Weitsprung wurde sowie 1936 bei den Olympischen Spielen die Bronzemedaille im 4-mal-100-Meter-Staffellauf gewann.

## Erfolge
- Europameisterschaften 1934
  - Sieger im Weitsprung (ungültig-6,78-7,32-7,24-7,45 m-7,19)
- Olympische Spiele 1936
  - Vierter im Weitsprung (ungültig-ungültig-7,52-7,38-7,25-7,73 m)
  - Dritter mit der deutschen 4-mal-100-Meter-Staffel (Wilhelm Leichum–Erich Borchmeyer–Erwin Gillmeister–Gerd Hornberger) 41,2 s
- Europameisterschaften 1938
  - Sieger im Weitsprung (7,50-7,44-7,57-7,65 m-7,29-7,65)
- Deutsche Meisterschaften
  - 2 × Gold: 1935 im Weitsprung, 1938 mit der 4-mal-100-Meter-Staffel
  - 5 × Silber: 1933, 1934, 1936 und 1939 im Weitsprung und 1935 im 100-Meter-Lauf
  - 1 × Bronze: 1938 im 100-Meter-Lauf

Wilhelm Leichum startete zunächst für den MSV Wünsdorf, 1938 für den DSC Berlin. In seiner aktiven Zeit war er 1,74 m groß und 70 kg schwer. Er starb im Sommer 1941 während des Zweiten Weltkriegs als Leutnant an der Ostfront.